# My One-Hit Kill Sister
My One-Hit Kill Sister (яп. 異世界ワンターンキル姉さん〜姉同伴の異世界生活はじめました〜, Isekai Wan Tān Kiru Nee-san: Ane Dōhan no Isekai Seikatsu Hajimemashita, «One Turn Kill Sister in Another World: I Started Living in Another World with My Older Sister», укр. Ісекайна сестричка бʼє раз) — японський веб-роман, написаний Коноє. Він публікувався онлайн на платформі Shōsetsuka ni Narō з грудня 2019 до червня 2023 року.
Манґа-адаптація з ілюстраціями Кендзі Таґучі виходила онлайн на сайті Sunday Webry видавництва Shogakukan, а також у сейнен-журналі Monthly Sunday Gene-X з березня 2020 до липня 2023 року. Її розділи були зібрані у дванадцяти томах танкобон.
Аніме-серіал від студії Gekkō виходив у ефір з квітня по червень 2023 року.

## Сюжет
Старшокласник Асахі Ікусаба — отаку, захоплений RPG, який завжди мріяв про пригоди в іншому світі. Його бажання здійснюється після того, як він, рятуючи дитину, потрапляє під машину та впадає в кому. Прокинувшись у фентезійному світі, він намагається стати авантюристом. Однак його перше завдання закінчується невдачею, коли він стикається з надто сильними монстрами. Раптово з'являється його надмірно турботлива старша сестра Мая, яка рятує йому життя. Об'єднавшись, вони починають своє життя в новому світі, хоча згодом Асахі починає боятися нав'язливої любові своєї сестри більше, ніж небезпек, що їх оточують.

## Персонажі

### Легіон Супер Асахі
Асахі Ікусаба (яп. 軍場 朝陽, Ikusaba Asahi)
Сейю: Юкі Сакакіхара
Старшокласник, чия свідомість перенеслася в інший світ після того, як його збила некерована машина. Незабаром після прибуття він намагається стати авантюристом, але виявляє, що не має ані високого рівня, ані надзвичайних здібностей. Коли Мая слідує за ним у цей світ, він швидко опиняється в тіні її феноменальних навичок і надмірної любові. Незважаючи на те, що всю роботу виконує Мая, саме Асахі врешті-решт прославляють як героя.
Мая Ікусаба (яп. 軍場 真夜, Ikusaba Maya)
Сейю: Харука Шіраїші
Хлопчачкувата старша сестра Асахі, яка має нав'язливий братський комплекс, що часто набуває підтексту більш відвертого характеру. Після нещасного випадку з братом вона вдаряється головою об стіну, втрачає свідомість і прокидається в тому ж іншому світі. Її бажання захистити Асахі наділяє її надзвичайними фізичними та магічними здібностями, які вона приховує від усіх, залишаючись його тіньовим напарником. Вона спокійно приймає цю ситуацію й славу брата, оскільки її єдиною метою є його безпека.
Кілмарія (яп. キルマリア, Kirumaria)
Сейю: Косімідзу Амі
Могутній генерал армії Короля демонів. Любить випробовувати свої сили, але зазвичай виявляється надто сильною для більшості противників. Після випадкової зустрічі з Асахі, намагається його знищити через зростаючу героїчну репутацію, проте стикається з його надмірно турботливою сестрою Маєю.
Софі (яп. ソフィ, Sofi)
Сейю: Адзумі Вакі
Глорія Бріґандін (яп. グローリア・ブリガンダイン, Gurōria Burigandain)
Сейю: Сора Токуї
Куон (яп. クオン)
Сейю: Кономі Кохара

### Інші персонажі
Таня (яп. ターニャ, Tānya)
Сейю: Ріо Цучія
Клерк гільдії авантюристів у місті Епіфонія, що знаходиться в королівстві Цезаріон — місці, де опинилися Асахі та Мая. Швидко стає найбільшою прихильницею Асахі після його «перших успіхів» як авантюриста.
Зіґфрід (яп. ジークフリート, Jīkufurīto)
Сейю: Юма Учіда
Високорівневий боєць-авантюрист, відомий як «Мисливець на драконів», а також лідер авантюристської групи Балмук.

## Медіа

### Роман
Написаний Коноє My One-Hit Kill Sister спочатку виходив онлайн як веб-роман на платформі Shōsetsuka ni Narō з 28 грудня 2019 року по 17 червня 2023 року. Друкована версія роману не випускалася. 

### Манґа
Манґа-адаптація Кендзі Таґучі почала виходити онлайн на сайті Sunday Webry від Shogakukan 6 березня 2020 року, а також у сейнен-журналі Monthly Sunday Gene-X з 17 квітня того ж року. Серія завершилася 28 липня 2023 року. Shogakukan зібрав її розділи у дванадцять томів танкобон, які випускалися з 10 липня 2020 року по 12 вересня 2023 року.

#### Список томів
| №  | Дата виходу       | ISBN                   |
| -- | ----------------- | ---------------------- |
| 1  | 10 липня 2020     | ISBN 978-4-09-850192-2 |
| 2  | 12 листопада 2020 | ISBN 978-4-09-850318-6 |
| 3  | 12 березня 2021   | ISBN 978-4-09-850466-4 |
| 4  | 12 травня 2021    | ISBN 978-4-09-850567-8 |
| 5  | 12 серпня 2021    | ISBN 978-4-09-850681-1 |
| 6  | 12 листопада 2021 | ISBN 978-4-09-850773-3 |
| 7  | 11 березня 2022   | ISBN 978-4-09-851019-1 |
| 8  | 12 серпня 2022    | ISBN 978-4-09-851213-3 |
| 9  | 12 січня 2023     | ISBN 978-4-09-851526-4 |
| 10 | 12 квітня 2023    | ISBN 978-4-09-852024-4 |
| 11 | 12 червня 2023    | ISBN 978-4-09-852093-0 |
| 12 | 12 вересня 2023   | ISBN 978-4-09-852840-0 |

### Аніме
11 березня 2022 року в сьомому томі манґи було оголошено про адаптацію в аніме. Пізніше підтвердили, що це буде телевізійний серіал, анімацією якого займеться Gekkō, режисером стане Хіроакі Такаґі, Йохей Кашії відповідатиме за сценарій, Юдзі Хамада — за дизайн персонажів, а Кенічі Канагава — за дизайн монстрів. Серіал виходив в ефір з 8 квітня по 24 червня 2023 року на Tokyo MX та інших телеканалах. TrySail виконав початкову пісню «Karei One Turn» (яп. 華麗ワンターン), тоді як VALIS виконав заключну пісню «Mukyū Platonic» (яп. 無窮プラトニック). 6 серпня 2022 року під час своєї галузевої панелі на Crunchyroll Expo Crunchyroll транслював серіал по всьому світу за межами Азії.

#### Список серій
| № серії | Назва серії | Режисер(и)                       | Сценарист(и)  | Режисер(и) анімації              | Оригінальна дата показу |
| ------- | --- | -------------------------------- | ------------- | -------------------------------- | ----------------------- |
| 1       | «Ти кликав старшу сестру?» Транслітерація: «Ane o Yonda ka» (яп. 姉を呼んだか)                                                                                     | Хіроакі Такаґі                   | Йохей Кашії   | Хіроакі Такаґі                   | 8 квітня 2023           |
| 2       | «Ти називаєш мене старшою сестрою?» Транслітерація: «Warawa o Ane to Yobu ka» (яп. わらわを姉と呼ぶか)                                                             | Тайчі Атараші Хамачі             | Чабо Хігураші | Тайчі Атараші Хамачі             | 15 квітня 2023          |
| 3       | «Моя сестра Майя-Ні - все, що мені потрібно» Транслітерація: «Ore ni wa Maya-nē Dake de Ii» (яп. 俺にはマヤ姉だけでいい)                                           | Акіо Хосоя                       | Чабо Хігураші | Юічі Абе                         | 22 квітня 2023          |
| 4       | «Великий план для будинку брата і сестри Ікусаба» Транслітерація: «Ikusaba Kyōdai no Mai Hōmu Dai Sakusen» (яп. 軍場姉弟のマイホーム大作戦)                        | Кійотака Такезава                | Нора Морі     | Кійотака Такезава                | 29 квітня 2023          |
| 5       | «TПлан дослідження Великого підземелля брата і сестри Ікусаба» Транслітерація: «Ikusaba Kyōdai no Danjon Tansaku Dai Sakusen» (яп. 軍場姉弟のダンジョン探索大作戦) | Міцутака Носітані                | Йохей Кашії   | Машамі Ватанабе                  | 6 травня 2023           |
| 6       | «Герой і старша сестра» Транслітерація: «Yūsha-sama to Onee-sama» (яп. 勇者さまとお姉さま)                                                                         | Нобухару Каманака                | Тошіхіса Кіо  | Нобухару Каманака                | 13 травня 2023          |
| 7       | «Портрет однієї старшої сестри і молодшого брата» Транслітерація: «Aru Kyōdai-tachi no Shōzō» (яп. 或る姉弟達の肖像)                                               | Аюмі Іємура                      | Тошіхіса Кіо  | Аюмі Іємура                      | 20 травня 2023          |
| 8       | «Я не можу підняти меч на дівчину» Транслітерація: «Onnanoko ni Ken wa Furenai yo» (яп. 女の子に剣は振れないよ)                                                    | Йошіцугу Кімура Тайчі Атараші    | Цуна Харіма   | Хару Сіномія                     | 27 травня 2023          |
| 9       | «Найкраща форма старшої сестри» Транслітерація: «Ane to Shite no Kakkō o» (яп. 姉としての格好を)                                                                   | Юічі Абе                         | Цуна Харіма   | Юічі Абе                         | 3 червня 2023           |
| 10      | «Мій дивовижний молодший брат» Транслітерація: «Watashi no, Saikō no Otōto» (яп. 私の、最高の弟)                                                                   | Машамі Ватанабе                  | Йохей Кашії   | Масайоші Нісіда                  | 10 червня 2023          |
| 11      | «Акула з іншого світу» Транслітерація: «Isekai Shāku» (яп. 異世界シャ)                                                                                             | Шіро Ідзумі                      | Чабо Хігураші | Юя Хоріучі                       | 17 червня 2023          |
| 12      | «Старша сестра назавжди» Транслітерація: «Ane Fōebā» (яп. 姉フォーエバー)                                                                                          | Хіроакі Такаґі Кійотака Такезава | Йохей Кашії   | Хіроакі Такаґі Кійотака Такезава | 24 червня 2023          |